# Шавель, Макс Абрамович
Макс Абрамович Шавель (4 июня 1933, Минск, СССР — 13 декабря 2014, Израиль) — советский и израильский спортсмен (международные шашки), серебряный призёр чемпионата СССР по международным шашкам (1955, 1956), бронзовый призёр чемпионата СССР (1959, 1960, 1976), многократный чемпион  Белоруссии по шашкам, тренер по шашкам.

## Биография
В 13 лет начал играть в русские шашки под руководством Аркадия Рокитницкого, потом перешёл в международные шашки. Первых успехов достиг на чемпионате Белорусской ССР. Участник 14 финалов чемпионата СССР. Максу Шавелю первому в Белоруссии было присвоено звание международного мастера. Макс Шавель является автором многих теоретических статей, разработки одной из систем в дебюте «Обратная городская партия», соавтором (вместе с Рокитницким) книги «Шашки в БССР».
В 1990 году переехал с семьёй в Израиль, где продолжал участвовать в турнирах. Проживал в Тель-Авиве. Скончался 13 декабря 2014 года.

## Семья
Жена — Раиса, дочери Мария и Антонина.